# Bulbul à collier noir
Neolestes torquatus, Neolestes
Genre
Espèce
Statut de conservation UICN

 LC  : Préoccupation mineure
Répartition géographique
Le Bulbul à collier noir (Neolestes torquatus), unique représentant du genre monotypique Neolestes, est une espèce de passereaux de la famille des Pycnonotidae.

## Répartition et habitat
Le bulbul à collier noir se rencontre en Afrique équatoriale notamment au Cameroun, au Gabon, en République centrafricaine, en République démocratique du Congo et en République du Congo. Son habitat de prédilection comprend les savanes sèches, les forêts ouvertes et les lisières de forêts, où il se nourrit parmi les buissons et les arbustes.

## Description
Le bulbul à collier noir mesure environ 14,5 cm. C'est une espèce omnivore qui se nourrit principalement d'insectes, d'araignées, de petits invertébrés, de fruits et de baies. Ce régime alimentaire flexible lui permet de s'adapter aux savanes à forte saisonnalité et au climat aride d’Afrique centrale. 

## Dénomination
Ce taxon porte en français le nom vernaculaire ou normalisé suivant : Bulbul à collier noir.

## Systématique
Le genre Neolestes et l'espèce Neolestes torquatus ont été décrits en 1875 par Cabanis,.
Initialement classé à tort avec les pies-grièches ou les malaconotidés en raison de leur ressemblance externe, des études moléculaires menées à la fin des années 1990 ont confirmé sa place légitime dans la famille des bulbuls (Pycnonotidae). Cette découverte a souligné l’importance des études génétiques en ornithologie, étant donné que le plumage et la morphologie peuvent être des produits de l'évolution convergente, lorsque des espèces non apparentées développent des traits similaires de manière indépendante.
Étant la seule espèce du genre Neolestes, le bulbul à collier noir représente une lignée évolutive distincte au sein de la famille des bulbuls. Ce statut monotypique souligne ses caractéristiques génétiques et morphologiques uniques, ce qui peut justifier une attention particulière en matière de conservation, puisqu'il incarne une branche distincte de l'histoire évolutive de cette famille.

### Publication originale
- (de) Bolle, Schalow et Cabanis, « Protokoll der LXXI. Monats-Sitzung », Journal für Ornithologie, Berlin, L.A. Kittler, vol. 23, no 2,‎ avril 1875, p. 233–239 (ISSN 0021-8375 et 1439-0361, OCLC 1588080, DOI 10.1007/BF02008953, lire en ligne).